# Повітно
Пові́тно — село в Україні, у Городоцькій міській об'єднаній територіальній громаді Львівському районі Львівської області. Населення — 881 особа. Орган місцевого самоврядування - Повітненська сільська рада.

## Історія
Повітно відоме у документах з 1427 року як присілок Мильчиць, який з 1455 року протягом століття належав львівським архієпископам.

## Населення

### Мова
Розподіл населення за рідною мовою за даними перепису 2001 року:
| Мова       | Кількість | Відсоток |
| ---------- | --------- | -------- |
| українська | 875       | 99.32%   |
| російська  | 6         | 0.68%    |
| Усього     | 881       | 100%     |

## Релігійні споруди
В селі наразі знаходиться церква Покрови Пресвятої Богородиці (УГКЦ) юрисдикція - Львівська митрополія, Стрийська єпархія, Городоцький деканат.

Місцеві римо-католики належали до парафії у Мильчицях. У 1851 році у Повітні було споруджено мурований сучасний філіальний костел Святого Миколая коштом архієпископа Луки Баранецького, який він же і консекрував 8 вересня 1853 року. У 1902 році святині завдала шкоди пожежа, проте храм був відбудований і розбудований на пожертви парафіян. Із 40-х років по 90-ті костел перебував зачиненим. 6 грудня 2016 року єпископ Мар'ян Бучек освятив відновлений храм. Повітно обслуговують дієцезіальні священики з парафії Пресвятої Трійці в Івано-Франковому (Янові).

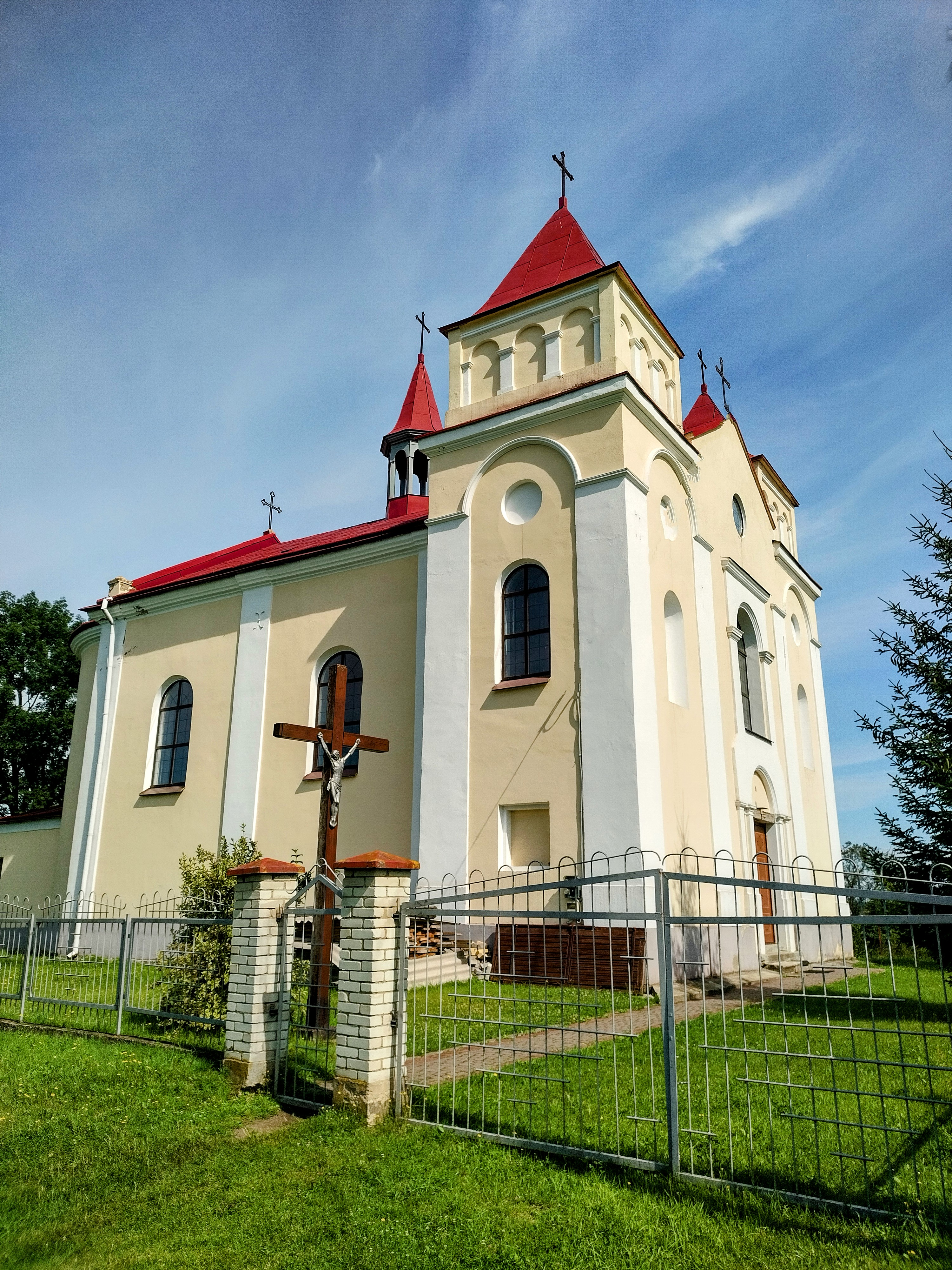
Костел Святого Миколая